# 上坂哲
上坂 哲（うえさか さとし、1963年 - ）は、日本のゲームクリエイター。東京都出身。
1980年代前半に『月刊アスキー』でのプログラム製作を経てゲームクリエイターとなる。代表作に「テグザー」「シルフィード」（共にゲームアーツ）。

## 主な作品
- MSX
  - MOLE（アスキー）
  - ウォーリア（アスキー）
- PC-8801他
  - テグザー
  - シルフィード
- メガドライブ
  - LUNAR
  - ゆみみみっくす
  - うる星やつら 〜ディア マイ フレンズ〜
- セガサターン
  - だいなあいらん
- Xbox 360
  - プロジェクトシルフィード